# Yigoga perturbans
Yigoga perturbans är en fjärilsart som beskrevs av Charles Boursin 1948. Yigoga perturbans ingår i släktet Yigoga och familjen nattflyn. Inga underarter finns listade i Catalogue of Life.